# Przemysław Dąbrowski
Przemysław Dąbrowski – polski prawnik, dr hab. nauk prawnych, profesor uczelni Instytutu Prawa i Administracji Akademii Pomorskiej w Słupsku i profesor nadzwyczajny Gdańskiej Szkoły Wyższej.

## Życiorys
W 2004 ukończył studia prawnicze na Uniwersytecie Gdańskim, 17 grudnia 2007 obronił pracę doktorską Myśl polityczna i działalność Narodowej Demokracji na ziemiach byłego Wielkiego Księstwa Litewskiego w latach 1897-1918, 16 kwietnia 2013 habilitował się na podstawie pracy. Został zatrudniony na stanowisku profesora nadzwyczajnego w Gdańskiej Szkole Wyższej, w Katedrze Postępowania Administracyjnego i Sądowoadministracyjnego na Wydziale Prawa i Administracji Uniwersytetu Warmińsko-Mazurskiego w Olsztynie, a także w Katedrze Administracji i Socjologii na Wydziale Nauk o Zarządzaniu i Bezpieczeństwie Akademii Pomorskiej w Słupsku.
Piastuje stanowisko profesora uczelni Instytutu Prawa i Administracji Akademii Pomorskiej w Słupsku.
Był kierownikiem Katedry Filozofii i Polityki Prawa, oraz prodziekanem na Wydziale Prawa i Administracji Uniwersytetu Warmińsko-Mazurskiego w Olsztynie.